# انجمن سامانه جهانی ارتباطات سیار
انجمن سامانهٔ جهانی ارتباطات سیار، جی‌اس‌ام‌اِی (به انگلیسی: GSM Association) که معمولاً با کوته‌نوشت GSMA شناخته می‌شود و در آغاز Groupe Spécial Mobile نام داشت، یک ساختار تجاری است که منافع اپراتورهای شبکه‌های بی‌سیم را در سراسر جهان نمایندگی می‌کند. تقریباً ۸۰۰ اپراتور بی‌سیم عضو کامل انجمن سامانهٔ جهانی ارتباطات سیار هستند و ۳۰۰ شرکت دیگر در گسترده ارتباطات بی‌سیم نیز عضو وابسته این انجمن هستند. انجمن سامانهٔ جهانی ارتباطات سیار نمایندگان خود را از طریق ایجاد برنامه‌های صنعتی، گروه‌های کاری و طرح‌های حمایت از این صنعت نمایندگی می‌کند. همچنین این سازمان بزرگترین نمایشگاه و کنفرانس سالانه ارتباطات سیار، کنگرهٔ جهانی ارتباطات سیار و چندین رویداد دیگر را سازماندهی می‌کند.
ستاد انجمن سامانهٔ جهانی ارتباطات سیار در لندن قرار دارد و کارهای آن با دفترهای منطقه‌ای در آتلانتا، هنگ کنگ، شانگهای، بارسلونا، بروکسل، برازیلیا، نایروبی و دهلی نو اداره می‌شوند.
مدیرکل فعلی انجمن سامانهٔ جهانی ارتباطات سیار ماتس گراندری است.

## تاریخچه
جی‌اس‌ام‌ای (GSMA) در سال ۱۹۹۵ با نام «انجمن تفاهم‌نامه جی‌اس‌ام» (GSM MoU Association) تأسیس شد تا از اپراتورهای تلفن همراهی که از استاندارد جی‌اس‌ام (سامانه جهانی ارتباطات سیار) برای شبکه‌های سلولی استفاده می‌کنند، حمایت و آن را ترویج کند. ریشه‌ی تاریخی این انجمن به تفاهم‌نامه‌ای بازمی‌گردد که در سال ۱۹۸۷ توسط ۱۳ اپراتور از ۱۲ کشور امضا شد و آن‌ها متعهد شدند که برای خدمات موبایل از فناوری جی‌اس‌ام استفاده کنند.

#### رویدادها
- MWC بارسلونا
- MWC شانگهای
- MWC لوس آنجلس
- GSMA Mobile 360 Series